# I'm Losing You
I'm Losing You är en låt skriven och framförd av John Lennon från hans och Yoko Onos album Double Fantasy från 1980. Lennon skrev I'm Losing You på Bermuda i juni 1980 efter ett misslyckat telefonsamtal till Yoko Ono.